# Neoplan Skyliner
Neoplan Skyliner是由利奧普蘭生產的一部雙層多軸豪華客車。此豪華客車在1964年推出。

## 外部連結
- 官方网站